# Maximilian Lenz
Pour les articles homonymes, voir Maximilian Lenz (homonymie).

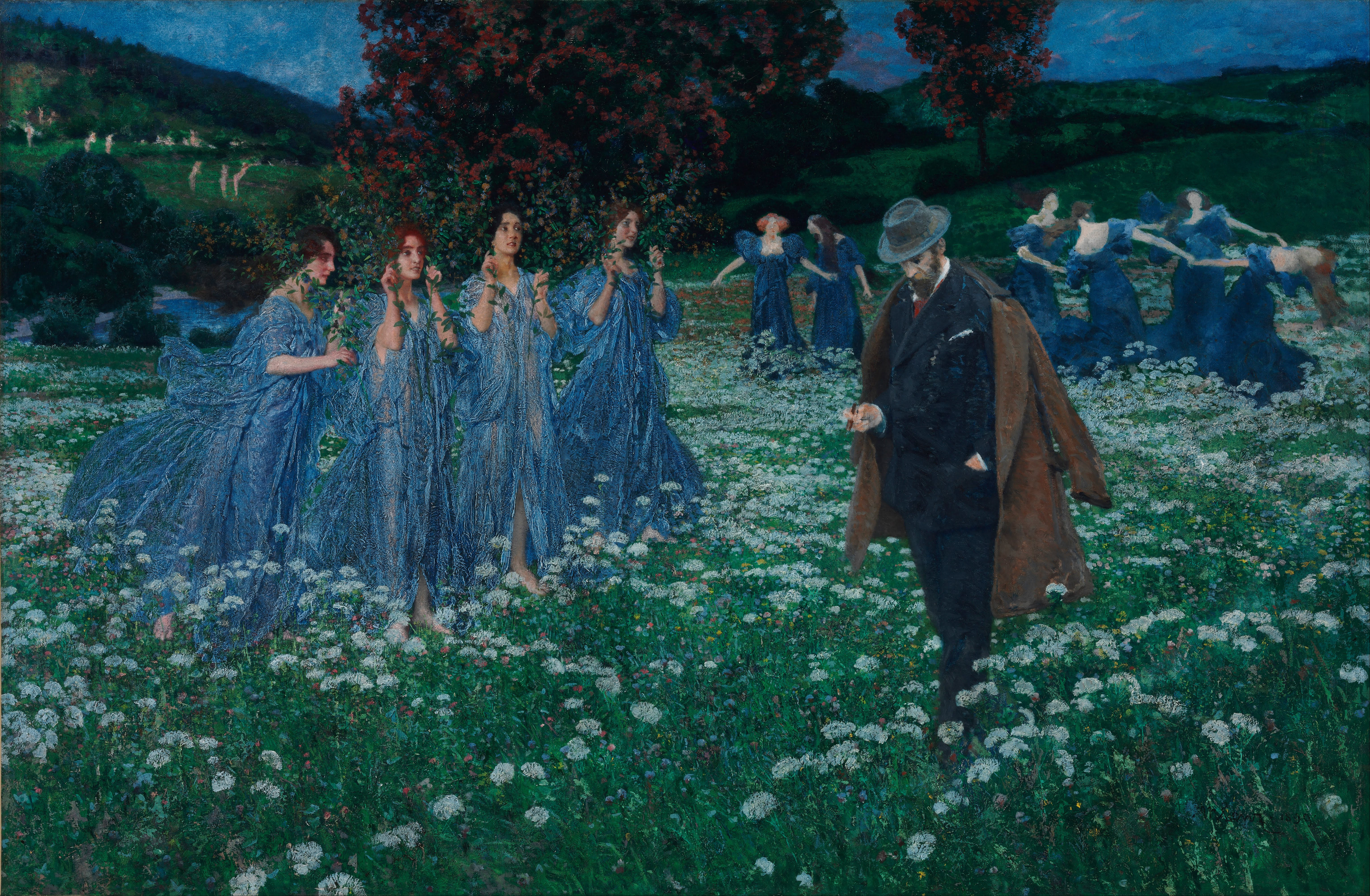
Un monde (1899).

Maximilian Lenz, né le 4 octobre 1860 et mort le 19 mai 1948 à Vienne est un peintre, graphiste et sculpteur autrichien. Lenz est un membre fondateur de la Sécession viennoise ; durant la période la plus importante de sa carrière, il est symboliste, mais par la suite, son travail devient de plus en plus naturaliste. Il travaille sur une variété de supports, notamment des huiles, des aquarelles, des lithographies et des reliefs en métal.

## Biographie
Lenz étudie à la Kunstgewerbeschule de Vienne, puis à l'Académie des Beaux-Arts, à Vienne, chez Carl Wurzinger et Christian Griepenkerl. Ce membre du Künstlerhaus de Vienne passe le début des années 1890 en Amérique du Sud, où il conçoit des billets de banque à Buenos Aires.
En 1897, Lenz quitte le Künstlerhaus pour devenir un membre fondateur de la Sécession viennoise, et son travail pour la première exposition du groupe est salué comme « exceptionnel ». Son tableau de 1899, Un monde (Eine Welt, également traduit par Rêve d'un jour), s'inspire des courants dominants de l'époque, notamment de l'imagerie onirique et fantastique peinte dans des couleurs intenses. Il est présenté à la quatrième exposition de la Sécession viennoise au printemps 1899, et reçoit les éloges de la critique pour son « charme gracieux et sa beauté à la fois rêveuse et étincelante » et son atmosphère de « pure grâce et d'euphonie musicale ». Le tableau est également exposé à l'hiver 1911-1912 à la Sécession munichoise.
Après avoir présenté son tableau Sur le chemin du pays des merveilles à la dixième exposition de la Sécession viennoise en 1901 et à la treizième exposition au printemps 1902, il expose à la quatorzième exposition de la Sécession à l'été de la même année un certain nombre de reliefs en divers métaux, qui sont considérés comme beaux et inventifs. Certains de ses panneaux de cuivre sont également présentés à l'exposition universelle de 1904 à St Louis.

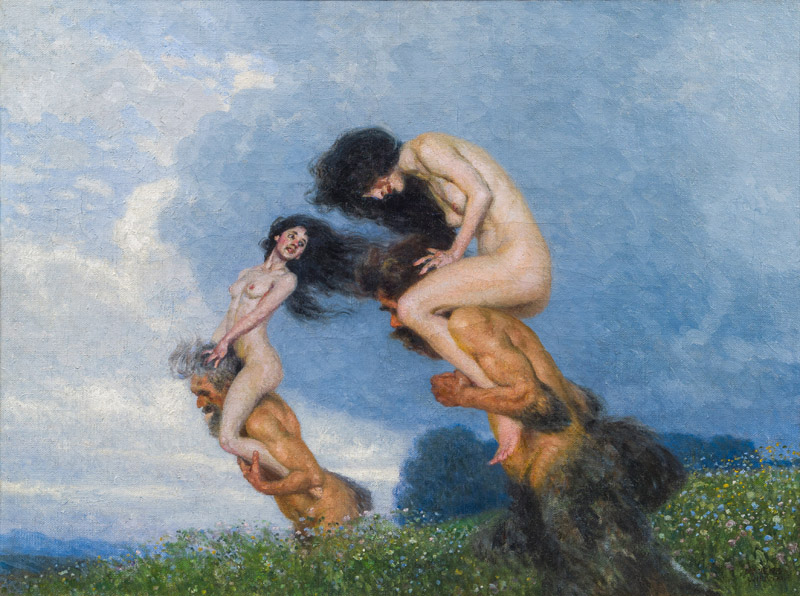
Désir d'été (1906).

Cependant, une incursion, avec plusieurs autres artistes de la Sécession, dans les gravures sur bois pour le catalogue de l'exposition Beethoven est critiquée comme étant « grossière » et ressemblant plus au travail d'un amateur qu'à celui d'un peintre expérimenté ; elle a cependant été également jugée non entièrement dénuée de mérite.
Lenz visite Ravenne avec Gustav Klimt pendant l'hiver 1903-04. Ils sont influencés par les mosaïques dorées. Lors de la vingtième exposition de 1904, le tableau de Lenz, Les pommes d'Iduna, est considéré comme l'une des principales attractions, avec les œuvres de Klimt et de Rudolf von Alt. Ce grand tableau, dont le style s'apparente à celui d'Aubrey Beardsley, crée un effet « somptueux » d'or et de noir : une femme aux cheveux noirs, assise dans un paysage luxuriant, ne portant qu'une couronne dorée et assise sur un manteau d'or, tient dans ses mains la pomme d'Iduna, également dorée. Au sein de la Sécession, pendant la première décennie, Lenz subit l'influence des préraphaélites ; après 1910, son œuvre fait preuve de plus de naturalisme, et sa notoriété décline après 1918.

## Art nouveau

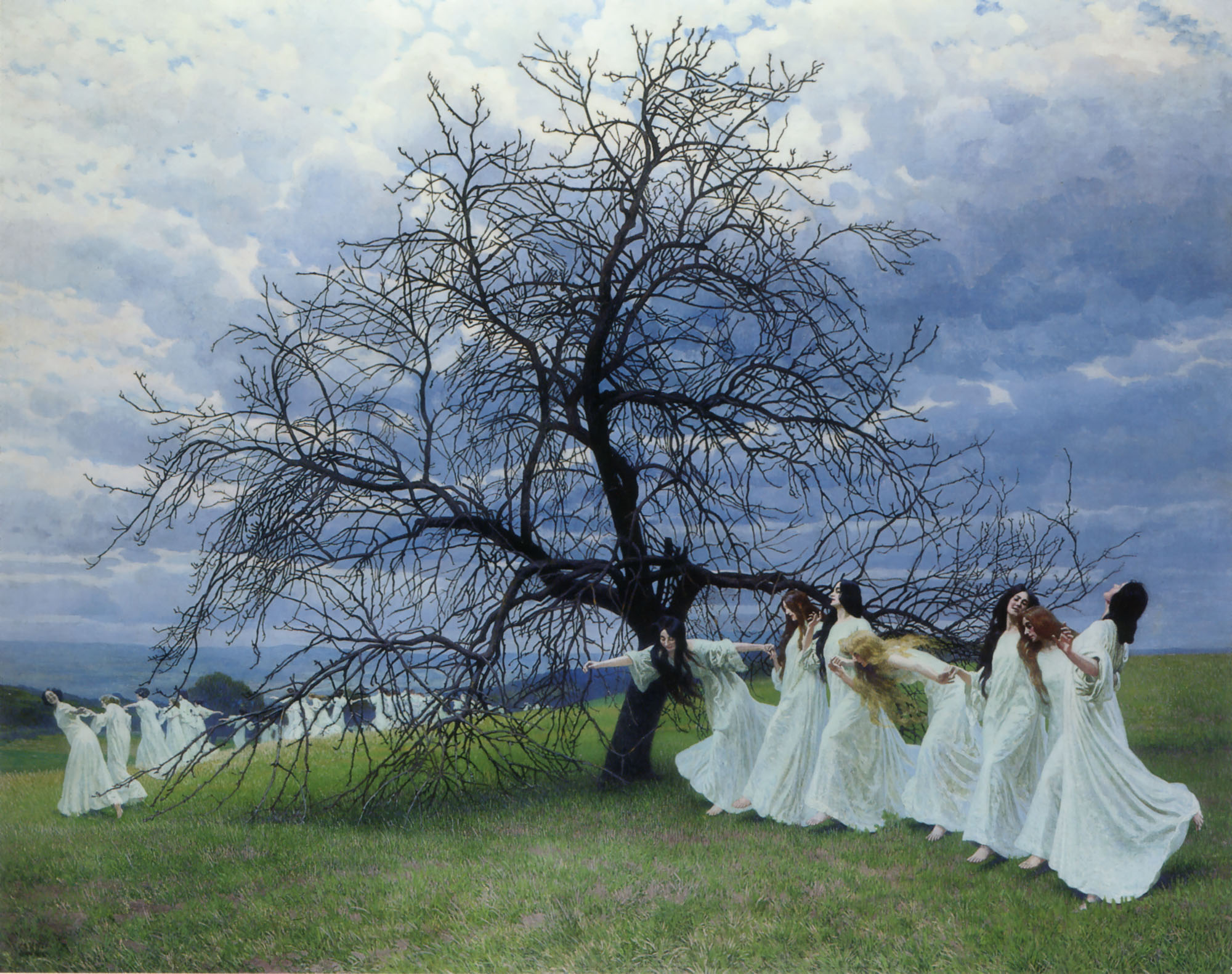
Un chant d'été (1913).

Lenz fait partie du comité officiel de la Sécession en 1905 et 1906. Il expose également avec la Sécession au printemps 1906, avec le Roi des Aulnes et la jeune fille en plaintes ; en 1907 ; en 1908, lors de la vingt-neuvième exposition ; en 1909 et 1910, avec le tableau ludique Marionnettes; en 1911, avec Concert ; en 1913 ; et dans le cadre d'une exposition collective en 1941.
Son tableau de 1913, Une chanson de printemps, est influencé par le séjour de la danseuse Isadora Duncan à Vienne en 1904. Il reprend les thèmes symboliques du renouvellement cyclique et de renaissance de la danseuse et présente des costumes médiévaux. Ces idées, comme le lien avec la danse sont également très présents dans l'œuvre de Klimt et dans l'ensemble du mouvement symboliste. Lenz peint également des thèmes religieux, notamment Le baptême des Éthiopiens.
Pendant la Première guerre mondiale, il crée plusieurs affiches faisant la promotion des emprunts de guerre austro-hongrois.
Il épouse Ida Kupelwieser en 1926.
Il quitte enfin la Sécession pour le Künstlerhaus en 1938.

## Galerie

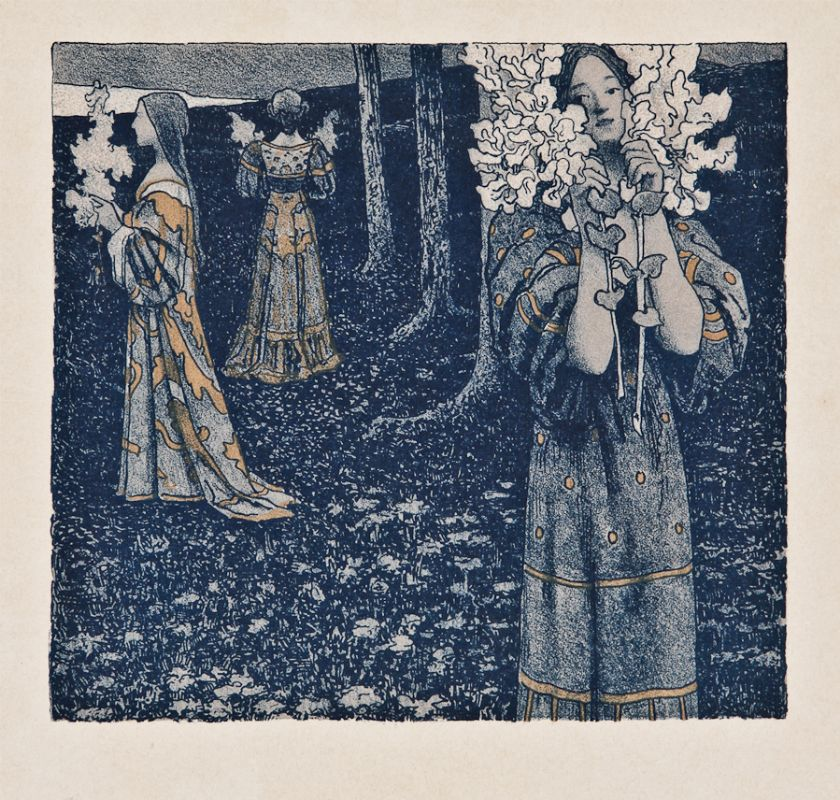
Jeunes femmes aux fleurs (1898). Lithographie pour Ver Sacrum
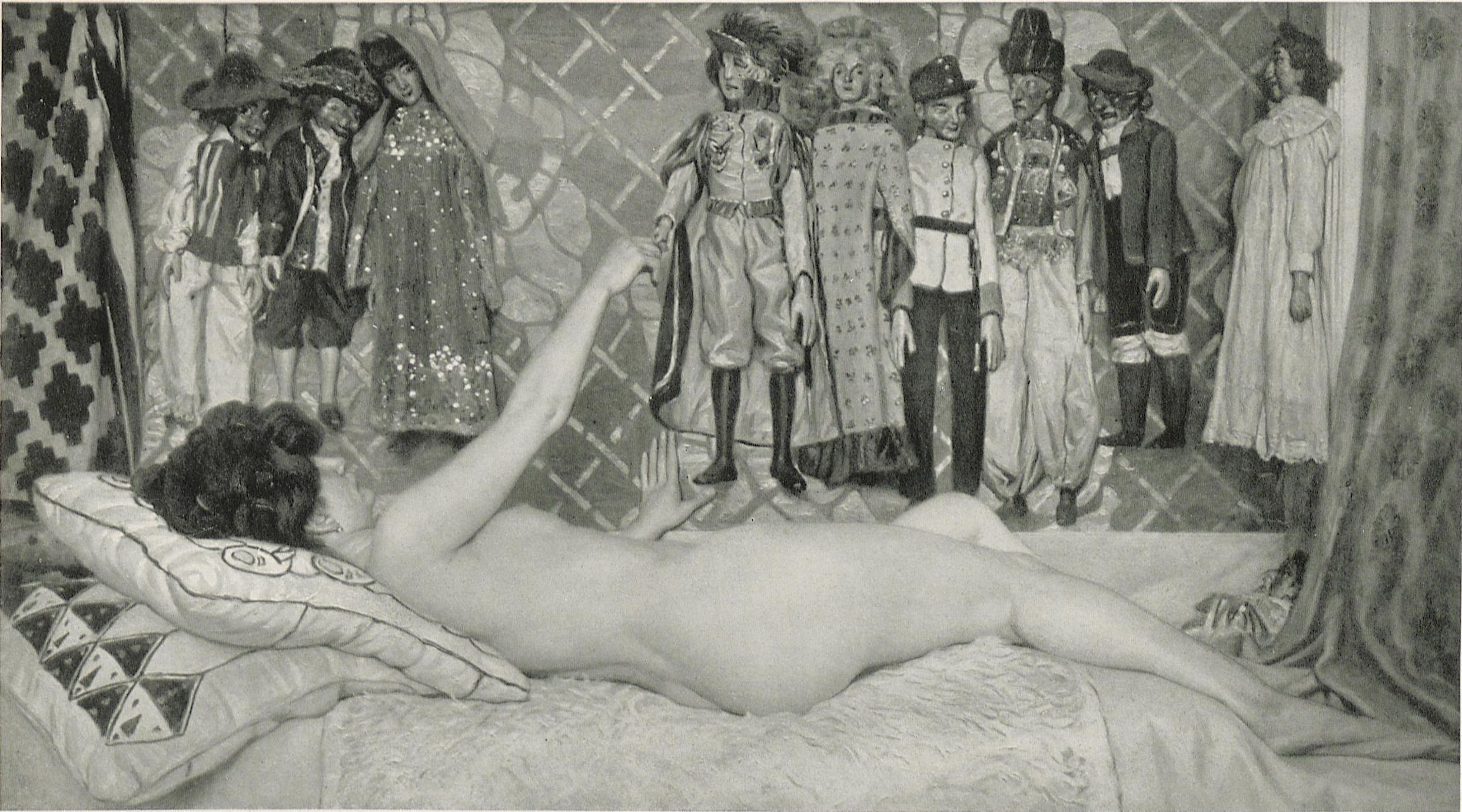
Marionnettes (vers 1909).
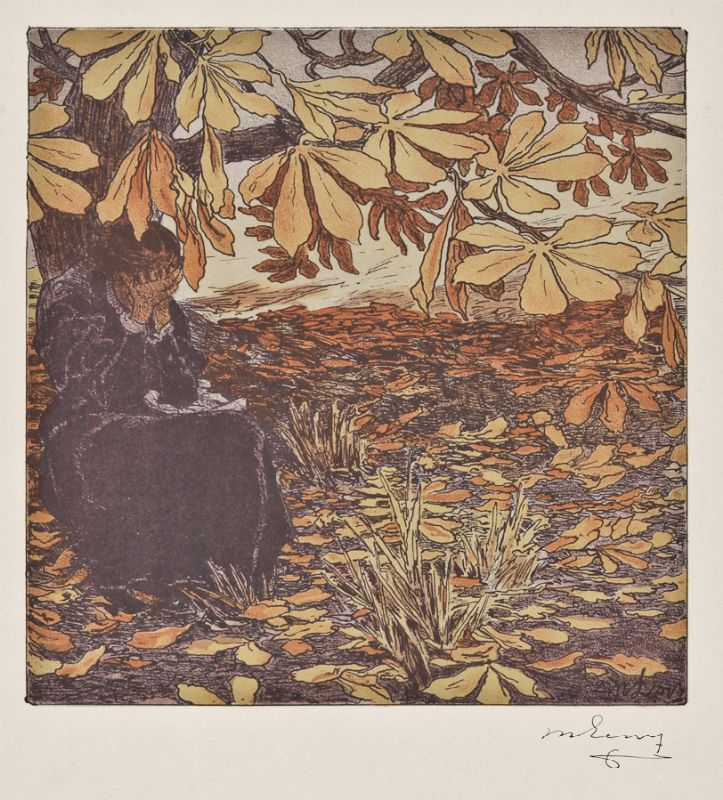
Femme en pleurs assise sous un arbre (1898). Lithographie pour Ver Sacrum
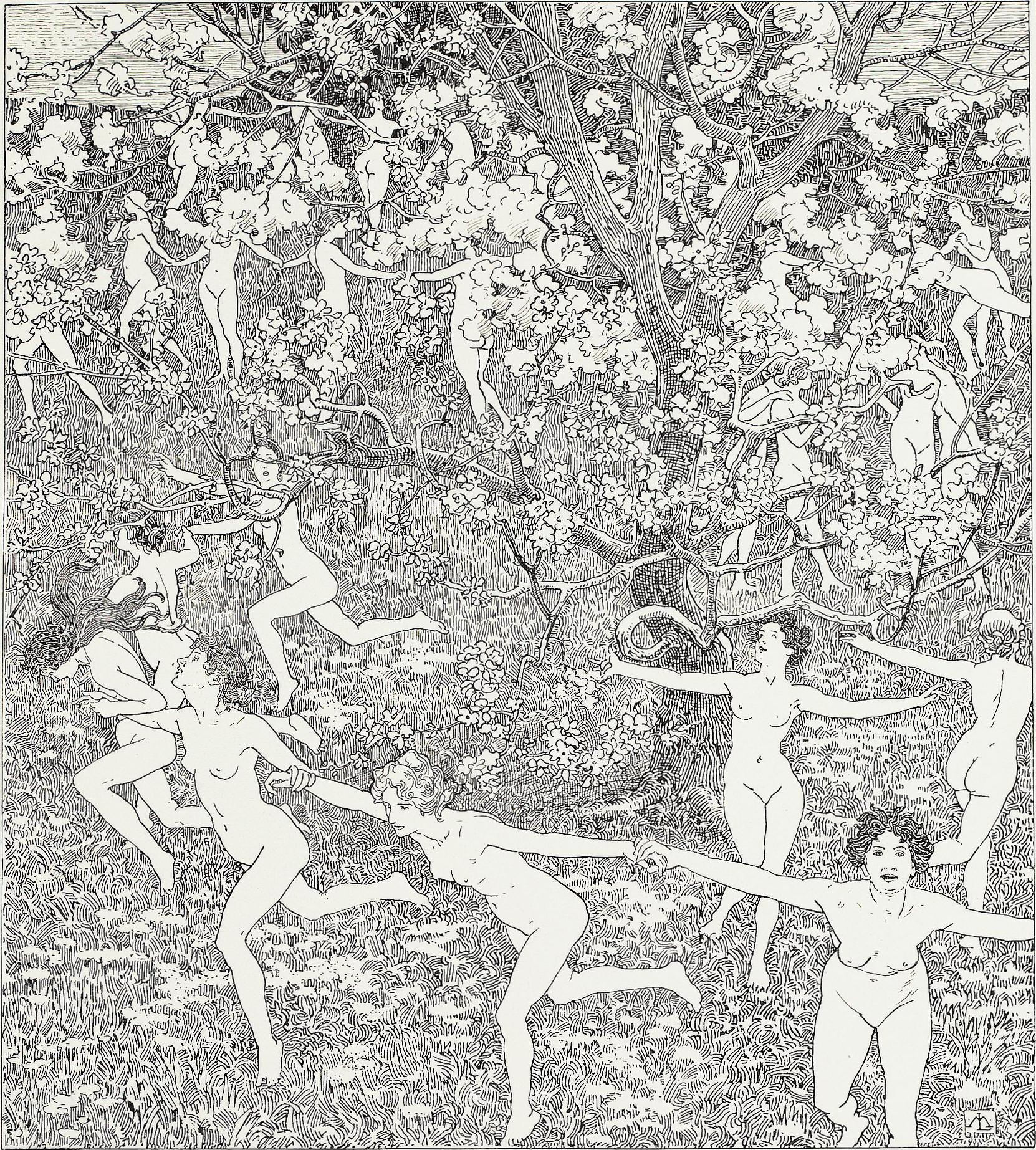
L'aspiration du printemps(1898). Illustration pour Ver Sacrum
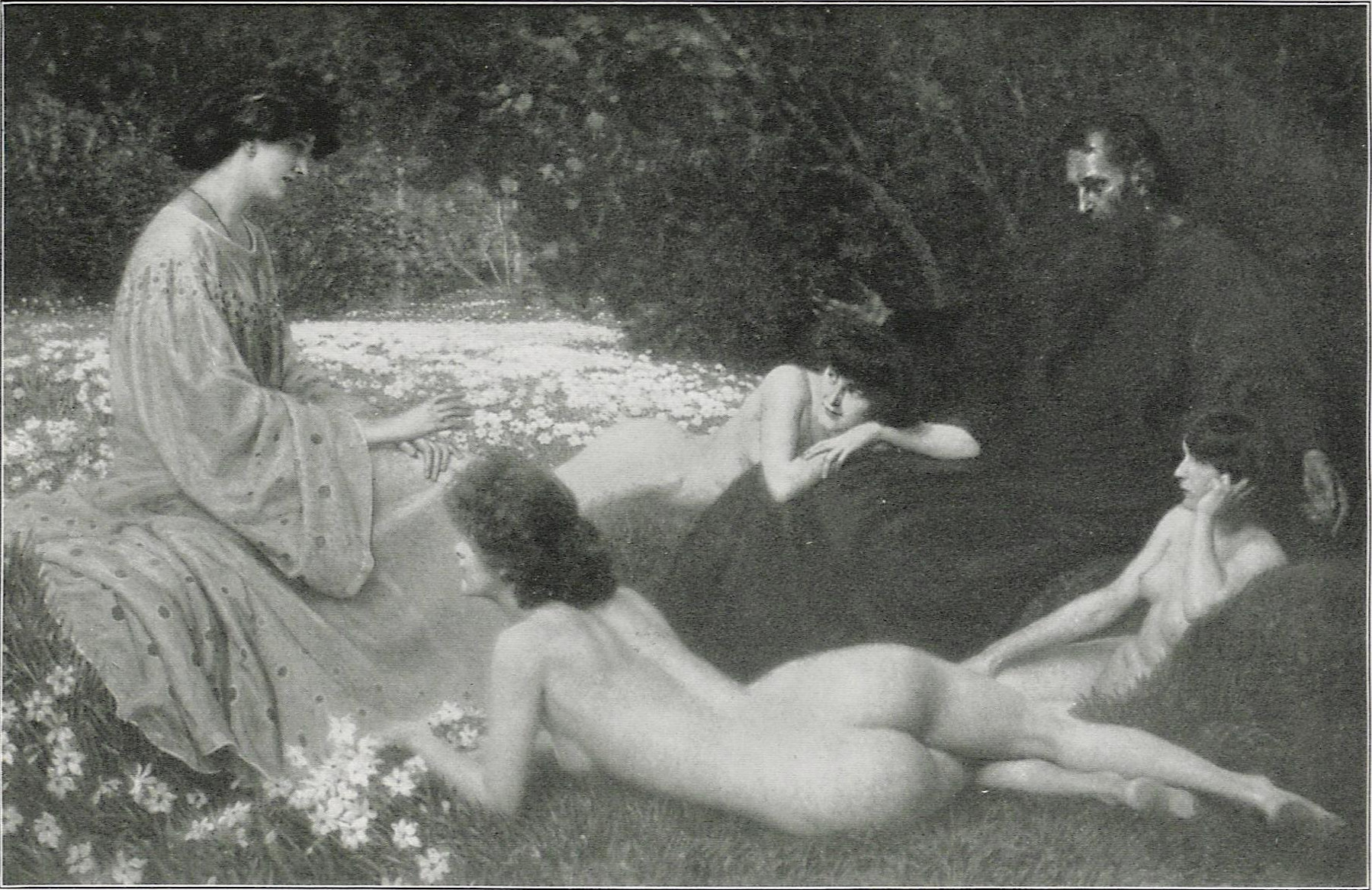
Le Roi des Aulnes et la jeune fille en plaintes (vers 1907).